# وی۱۳۳۹ عقاب
وی۱۳۳۹ عقاب یک ستاره است که در صورت فلکی عقاب قرار دارد.